# Циклотимик
Циклотимики — личности с многократной волнообразной сменой состояний возбуждения (гипоманиакальное состояние) и депрессии (субдепрессивное состояние).
Чёткие смены настроения (от возвышенного и подвижного, до депрессивного и ригидного) как правило, начинаются в возрасте полового созревания (в норме также зачастую наблюдается более или менее значительное нарушение душевного равновесия). То есть жизнерадостный до этого подросток вдруг становится угрюмым и меланхоличным, угнетённым юношей или наоборот. После этого начинаются более или менее регулярные и частые смены настроения.

## История понятия
- Впервые выделил Кречмер, Эрнст (1888—1964) в противовес шизотимикам. Конституциональная типология характера — тип пикник или нормостеник с тенденцией к пикническому телосложению;
- Ганнушкин, Пётр Борисович (1875—1933) выделял среди циклоидных личностей циркулярных душевнобольных, а также конституционально-депрессивных, конституционально-возбужденных, циклотимиков и эмотивно-лабильных психопатов (см. классификация психопатий Ганнушкина); у всех у них с разной частотой, длительностью и периодичностью меняются 2 фазы (также разные по интенсивности) — гипоманиакальная и меланхолическая;
- Личко, Андрей Евгеньевич (1926—1996) в своей классификации акцентуаций личности, основанной на классификации психопатий Ганнушкина, выделил циклоидный тип, который характеризуется чередованием фаз гипертимности и субдепрессии. То есть в периоды подъема они очень похожи на гипертимов, а в периоды спада — на неустойчивых акцентуантов.

## Внешний вид и личностные черты
- чаще всего пикники или нормостеники с тенденцией к пикническому телосложению;
- внешне симпатичные, обаятельные, правдивые и чрезмерно болтливые, но в то же время надежные и преданные друзья, соратники, коллеги;
- это общительные люди, которые открыто, бурно, адекватно реагируют на положительные импульсы, имеют склонность к творческой деятельности;
- приветливое и доброжелательное выражение лица, мягкие, добрые, лукавые глаза, душевность и добросердечность циклотимиков практически сразу завоевывают симпатии окружающих;
- их часто считают прирожденными рассказчиками, которые самые обычные истории умудряются преподнести слушателям как чрезвычайно интересные и необычные, а главное, с чувством мягкого юмора, а не сарказма, и без издевки;
- характерны следующие взаимосочетания личностно-характерологических особенностей: принципиальность и жизнерадостность, честность и требовательность, строгость и чуткость, решительность и настойчивость, общительность и сдержанность;
- Многие из них отличаются целеустремленностью, подвижностью, живостью, которые сочетаются с отзывчивостью и аналитической оценкой происходящего вокруг. Такие циклотимики обладают очень высоким жизненным тонусом, большой работоспособностью, неутомимостью и всегда получают удовлетворение от сделанной работы, хотя идеализация окружающего мира, стремление к неким высшим абстрактным целям присутствует у них. Коммуникабельность и общительность в сочетании с природными способностями позволяют им легко продвигаться по социальной лестнице. Но циклотимики редко бывают максималистами и чаще довольствуются в социальной иерархии даже меньшим, чем то, на что они способны в действительности. Их эмоциональная теплота, умение быть ненавязчивыми, тактичными, отсутствие эгоизма и тонкая наблюдательность, юмор легко позволяют им занять место лидера в любой среде. Однако они часто отказываются от этой роли, предпочитая быть «душой компании»;
- но периодически у циклотимиков возникают эпизоды кратковременной флегматичности, вплоть до меланхолии, когда они становятся более вялыми, пассивными, их интересы ограничиваются, они меньше внимания уделяют себе, своей работе, своим близким. Подобное состояние длится день-два, редко несколько дней. Но оно запоминается циклотимиками своей необычностью и психологическим дискомфортом. Впоследствии они с тревогой вспоминают подобное состояние, опасаясь появления его вновь. В период подобных спадов настроения, некоторого упадка воли они бывают склонны употреблять спиртное, так как это их оживляет, возвращая прежний тонус, угасающую жизнерадостность.